# Sinojackia
Sinojackia Hu – rodzaj roślin z rodziny styrakowatych. Obejmuje 7 gatunków. Są to małe drzewa i krzewy będące endemitami południowej części Chin kontynentalnych. Rośliny te rosną w górskich lasach, na terenach skalistych. Ich kwiaty są zapylane przez owady.
Sinojackia rehderiana bywa uprawiana w kolekcjach dla obfitego, wiosennego kwitnienia.

## Morfologia
PokrójKrzew i niskie drzewa osiągające do 6 m wysokości. Pędy pokryte są gwiaździstymi włoskami przynajmniej za młodu.
LiścieSkrętoległe, bez przylistków, opadające na zimę. Blaszka pojedyncza, piłkowana, czasem drobno, na wierzchołku długo wyciągnięta.
KwiatyObupłciowe, zebrane po kilka w groniaste, zwykle zwisające kwiatostany wyrastające na szczytach, krótkich, ulistnionych gałązek. Szypułki cienkie, wsparte są drobnymi i szybko odpadającymi przysadkami. Kielich zwykle z 5–7 działek zrośniętych u dołu, przylegający do zalążni. Korona dzwonkowata, złożona z 5–7 płatków, wąskich, białych i zrośniętych u dołu. Pręcików jest 8–14, w jednym okółku, o nitkach równych lub nierównych, mniej lub bardziej zrośniętych u nasady. Pylniki są podługowate. Zalążnia jest dolna. Powstaje z trzech lub czterech owocolistków. W każdej z komór rozwija się 6–8 zalążków. Szyjka słupka jest szydłowata, zwieńczona znamieniem niewyraźnie trójdzielnym.
OwoceKulistawe lub elipsoidalne, na końcu dystalnym wyciągnięte w dzióbek, z mięsistym, grubym egzokarpem i twardym, drewniejącym endokarpem, otaczającym pojedyncze nasiono.

## Systematyka
Rodzaj z rodziny styrakowatych. W obrębie rodziny bardziej bazalną pozycję zajmują dwie grupy obejmujące po dwa rodzaje – Styrax i Huodendron oraz Alniphyllum i Bruinsmia. Sinojackia jest rodzajem siostrzanym dla pozostałych rodzajów z rodziny. 
Wykaz gatunków
- Sinojackia henryi (Dümmer) Merr.
- Sinojackia huangmeiensis J.W.Ge & X.H.Yao
- Sinojackia microcarpa Tao Chen & G.Y.Li
- Sinojackia oblongicarpa C.T.Chen & T.R.Cao
- Sinojackia rehderiana Hu
- Sinojackia sarcocarpa L.Q.Luo
- Sinojackia xylocarpa Hu